# Kumi Naidoo

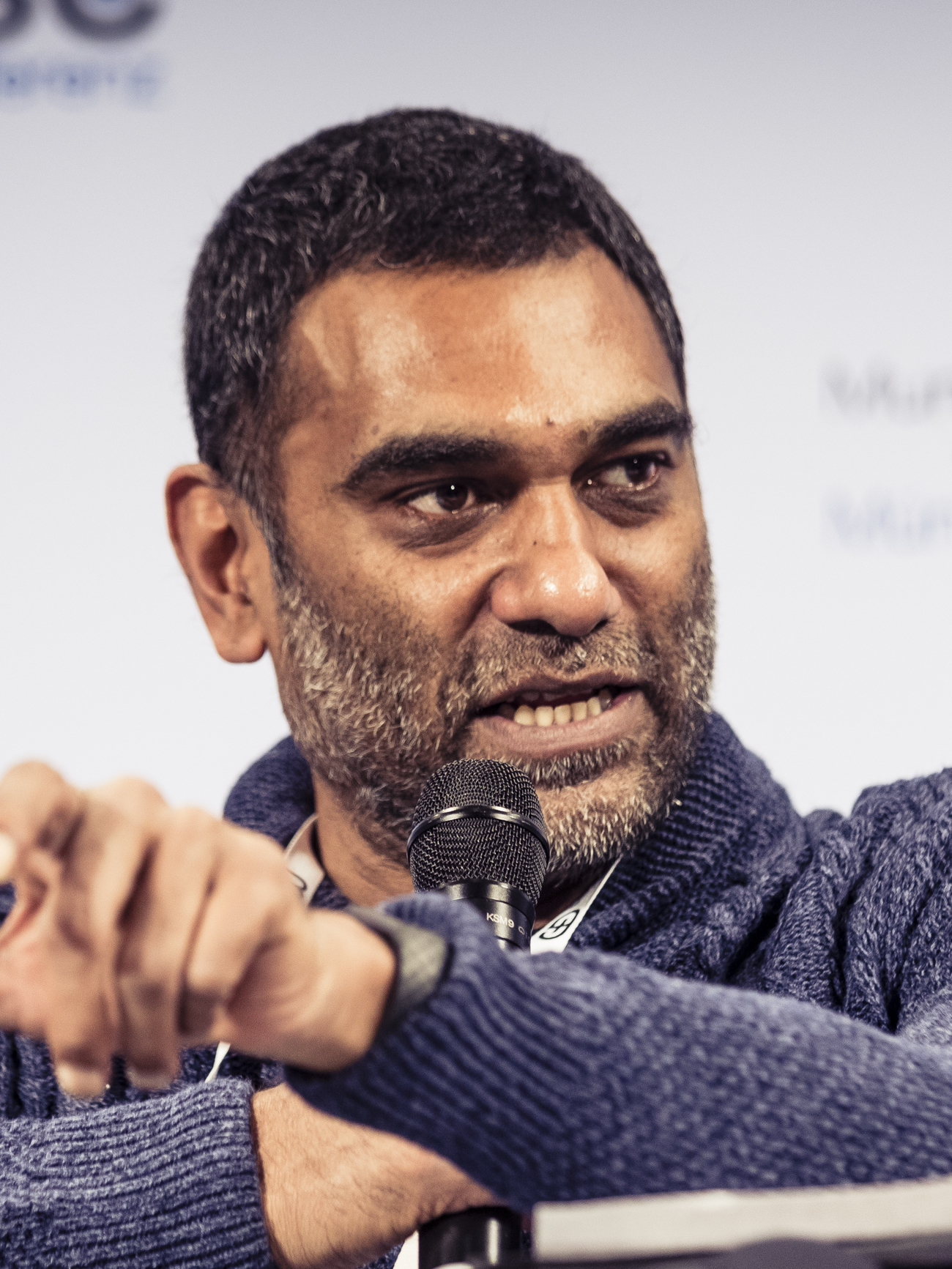
Naidoo während der 55. MSC 2019

Kumi Naidoo (* 1965 in Durban) ist ein südafrikanischer Umwelt- und Menschenrechtsaktivist. Er war von August 2018 bis Dezember 2019 Generalsekretär von Amnesty International. Von November 2009 bis Dezember 2015 war er Direktor von Greenpeace. Er war der erste Afrikaner an der Spitze der Organisation.

## Werdegang
In jungen Jahren kämpfte er als Mitglied der indischen Bevölkerungsgruppe gegen die Apartheid in Südafrika, was 1986 zu seiner Verhaftung führte und ihn 1989 ins Exil zwang. Später war er aktiv im globalen Kampf gegen Armut, und in diversen internationalen Organisationen (Civicus, Global Campaign for Climate Action (GCCA), Clinton Global Initiative, Amnesty International, World Economic Forum, UNIFEM).
Er gehörte 2005 zu den Gründern von GCAP (Global Call to Action Against Poverty, siehe Deine Stimme gegen Armut). 2017 war er in seiner Heimat Südafrika im Vorstand dreier neugegründeter Organisationen: Africans Rising for Justice, Peace and Dignity; Campaign for a Just Energy Future und Global Climate Finance Campaign. Im August 2018 wurde er internationaler Generalsekretär von Amnesty International in London.
Er promovierte in Politikwissenschaften am Magdalen College in Oxford und verfügt über einen BA in Rechts- und Politikwissenschaften von der University of Durban-Westville.
Im Februar 2015 wurde im Rahmen der spy cable leaks bekannt, dass der südafrikanische Geheimdienst Naidoo seit spätestens 2010 beobachtete.